# Kaisa Mäkäräinen
Kaisa Leena Mäkäräinen (Ristijärvi, 11 gennaio 1983) è un'ex fondista e biatleta finlandese attiva principalmente nel biathlon, specialità nella quale ha vinto tre Coppe del Mondo generali, 6 di specialità e 5 medaglie iridate.

## Biografia

### Biathlon
Ha incominciato a praticare il biathlon nel 2003 e dalla stagione 2005-2006 fa parte della squadra finlandese in Coppa del Mondo, dove ha esordito il 29 novembre 2005 a Östersund (14ª), ha ottenuto il primo podio il 15 dicembre 2007 a Pokljuka (2ª) e la prima vittoria il 3 dicembre 2010 ancora a Östersund. Nella stagione 2011 ha vinto la Coppa del Mondo generale, oltre a quella di specialità nell'inseguimento. Nella stagione 2014 ha vinto un'altra coppa di specialità, quella di sprint, e ha bissato le vittorie nella Coppa di inseguimento e, soprattutto, nella Coppa generale; l'anno dopo ha vinto la Coppa del Mondo di inseguimento e quella di individuale.
In carriera ha preso parte a tre edizioni dei Giochi olimpici invernali, Vancouver 2010 (59ª nella sprint, 46ª nell'individuale, 45ª nell'inseguimento), Soči 2014 (30ª nella sprint, 9ª nell'individuale, 16ª nell'inseguimento, 6ª nella partenza in linea) e Pyeongchang 2018 (25ª nella sprint, 22ª nell'inseguimento, 13ª nell'individuale, 10ª nella partenza in linea, 6ª nella staffetta mista), e a undici dei Campionati mondiali, vincendo sei medaglie. Ha annunciato il ritiro al termine della stagione 2019-2020, conclusasi nella sua tappa di casa - quella di Kontiolahti.

### Sci di fondo
Saltuariamente ha preso parte anche ad alcune gare di sci di fondo: in Coppa del Mondo ha esordito l'8 marzo 2009 a Lahti in una 10 km (30ª) e ha ottenuto il miglior piazzamento il 7 marzo 2010 nella medesima località in staffetta (8ª), ai Campionati mondiali di Val di Fiemme 2013 si è classificata 14ª nella 10 km, ha preso per l'ultima volta il via in Coppa del Mondo il 2 marzo 2014 a Lahti in una 10 km (9ª) e ha disputato l'ultima gara della sua carriera ai Campionati finlandesi di sci di fondo 2021 (Saukkovaara, 28 marzo).

## Palmarès

### Biathlon

#### Mondiali
- 5 medaglie:
  - 1 oro (inseguimento[1] a Chanty-Mansijsk 2011)
  - 1 argento (sprint[1] a Chanty-Mansijsk 2011)
  - 4 bronzi (partenza in linea[1] a Ruhpolding 2012; individuale[1] a Kontiolahti 2015; partenza in linea[1] a Oslo Holmenkollen 2016; partenza in linea[1] a Hochfilzen 2017)

#### Coppa del Mondo
- Vincitrice della Coppa del Mondo nel 2011, nel 2014 e nel 2018
- Vincitrice della Coppa del Mondo di sprint nel 2014
- Vincitrice della Coppa del Mondo di inseguimento nel 2011, nel 2014 e nel 2015
- Vincitrice della Coppa del Mondo di partenza in linea nel 2018
- Vincitrice della Coppa del Mondo di individuale nel 2015
- 79 podi (tutti individuali), oltre a quelli conquistati in sede iridata e validi anche ai fini della Coppa del Mondo:
  - 26 vittorie
  - 33 secondi posti
  - 20 terzi posti

##### Coppa del Mondo - vittorie
| Data             | Località             | Nazione   | Spec. |
| ---------------- | -------------------- | --------- | ----- |
| 3 dicembre 2010  | Östersund            | Svezia    | SP    |
| 5 dicembre 2010  | Östersund            | Svezia    | PU    |
| 11 gennaio 2012  | Nové Město na Moravě | Rep. Ceca | IN    |
| 12 febbraio 2012 | Kontiolahti          | Finlandia | PU    |
| 8 marzo 2014     | Pokljuka             | Slovenia  | PU    |
| 13 marzo 2014    | Kontiolahti          | Finlandia | SP    |
| 15 marzo 2014    | Kontiolahti          | Finlandia | SP    |
| 16 marzo 2014    | Kontiolahti          | Finlandia | PU    |
| 7 dicembre 2014  | Östersund            | Svezia    | PU    |
| 12 dicembre 2014 | Hochfilzen           | Austria   | SP    |
| 14 dicembre 2014 | Hochfilzen           | Austria   | PU    |
| 21 dicembre 2014 | Pokljuka             | Slovenia  | MS    |
| 12 febbraio 2015 | Oslo Holmenkollen    | Norvegia  | IN    |
| 20 marzo 2015    | Chanty-Mansijsk      | Russia    | SP    |
| 6 dicembre 2015  | Östersund            | Svezia    | PU    |
| 20 dicembre 2015 | Pokljuka             | Slovenia  | MS    |
| 17 marzo 2016    | Chanty-Mansijsk      | Russia    | SP    |
| 19 marzo 2016    | Chanty-Mansijsk      | Russia    | PU    |
| 14 gennaio 2017  | Ruhpolding           | Germania  | SP    |
| 15 gennaio 2017  | Ruhpolding           | Germania  | PU    |
| 14 gennaio 2018  | Ruhpolding           | Germania  | MS    |
| 24 marzo 2018    | Tjumen'              | Russia    | PU    |
| 8 dicembre 2018  | Pokljuka             | Slovenia  | SP    |
| 9 dicembre 2018  | Pokljuka             | Slovenia  | PU    |
| 15 dicembre 2018 | Hochfilzen           | Austria   | PU    |
| 12 gennaio 2020  | Oberhof              | Germania  | MS    |

Legenda:

IN = individuale

SP = sprint

PU = inseguimento

MS = partenza in linea

### Sci di fondo

#### Coppa del Mondo
- Miglior piazzamento in classifica generale: 88ª nel 2014

#### Campionati finlandesi
- 4 medaglie:
  - 2 ori (10 km TL nel 2013; 5 km TL nel 2017)
  - 2 argenti (30 km TL nel 2017; 30 km TL nel 2021)